# بيرسونية متوسطة
بيرسونية متوسطة (الاسم العلمي:Persoonia media) هي نوع غير مؤكد من النباتات تتبع جنس البيرسونية من الفصيلة البروطية.